# Márványos zsibbasztó rája
A márványos zsibbasztó rája (Torpedo marmorata) a zsibbasztórája-félék (Torpedinidae) családjába és az elektromosrája-alakúak (Torpediniformes) rendjébe tartozik.

## Előfordulása
Az Atlanti-óceánban a Földközi-tengerben és a Fekete-tengerben gyakran megtalálható faj.

## Megjelenése
Teste kerek lapított diszkosz alakú és minden oldalán zsibbasztó mirigyek találhatóak. Farkának csapkodásával hajtja magát előre a vízben. Az embert nem bántja, de érintése esetén megrázhat és ez akár halálos is lehet. Zsákmányát két mellúszójával "körbeöleli" és zsibbasztó mirigyeivel csaknem 200 voltos csapást mér rá. Ezzel áldozatát teljesen megbénítja, majd később el is fogyasztja. Tápláléka elsődlegesen fenéklakó halakból áll. A legnagyobb példányok ritkán 1,5 méteresre is megnőnek. Megtalálható 10-30 méter mélységig, de jelezték már 100 méter mélységből is jelenlétét.

## Életmódja
Az elektromos vagy zsibbasztó rájáknak mintegy 30 faja ismeretes. Valamennyien a porcoshalak osztályába tartoznak, s így a cápákkal is rokonságot tartanak. Csaknem valamennyi rájának van elektromos szerve a farkán, de a zsibbasztó rájáknak a fejük mögötti területen, a bőrük alatt elhelyezkedő elektromos szerve lényegesen hatékonyabb. A trópusok és a mérsékelt égöv tengereiben élnek, hosszuk 43 cm és 1,5 m között változik. A legnagyobb fajok testsúlya eléri a 90 kilogrammot.